# William Butler (actor)
William Butler (nacido en 1968) es un actor, escritor, director, maquillador, técnico de efectos especiales y productor estadounidense. Mayormente es conocido por protagonizar el filme de terror La noche de los muertos vivientes (1990) dirigida por Tom Savini.

## Controversia
Durante el año 2020, William escribió una publicación en la red social Facebook donde se mofaba de los latinos después de las restricciones establecidas por el entonces presidente Donald Trump donde se establecía su intolerancia hacía Latinoamérica. Después de varias quejas de sus seguidores a causa de su publicación, William bloqueó a esos usuarios y los calificó como "débiles" por no compartir sus mismas opiniones.

## Filmografía seleccionada

### Voz
- Power Rangers Lost Galaxy - Crumummy (voz)
- Power Rangers Turbo - Maniaco mecánico (voz, sin acreditar)

### Cine
- Stay Tuned For Murder (1987) - Sergent
- Terror Night (1987) - Chip
- Ghoulies 2 (1987) - Merle
- Friday the 13th Part VII: The New Blood (1988) - Michael
- Arena (1989) - Skull
- Leatherface: Texas Chainsaw Massacre III (1990) - Ryan
- Buried Alive (1990) - Tim
- La noche de los muertos vivientes (1990) - Tom Bitner
- Spellcaster (1992) - Billy
- Watchers 3 (1994) - Tom
- Leather Jacket Love Story (1997) - Julian
- Dead Country (2008) - Narrador